# Morpho major
Morpho major är en fjärilsart som beskrevs av Percy I. Lathy 1905. Morpho major ingår i släktet Morpho och familjen praktfjärilar. Inga underarter finns listade i Catalogue of Life.